# Тарту
Та́рту (ест. Tartu, південноестонське наріччя: Tarto, у 1030—1224; у 1224—1893 Дерпт нім. Dorpat, Dörpt також, іноді, Дорпат, Тарбату й у 1893—1918 Ю́р'їв д.-рус. Юрьѥвъ, укр. Юр'їв) — друге за величиною місто в Естонії, центр Південної Естонії. Тарту відоме як традиційний інтелектуальний центр Естонії: у Тарту міститься єдиний класичний університет — Тартуський університет (ест. Tartu Ülikool), заснований 1632 року та найстаріший театр в Естонії — Ванемуйне (ест. Vanemuine).

## Історія
Тарту відомий як поселення стародавньої людини з середини I тисячоліття н. е. (ймовірно у V—VI столітті) під назвою Тарбату (ест. tarvas — «тур, первісний бик»). У XI столітті дружина київського князя Ярослава Мудрого приєднала частину земель естів до Київської Русі, князь заснував на цих землях місто Юр'їв (за своїм хрестильним ім'ям Юрій). Після розпаду Київської Русі місто послідовно потрапляло під управління Новгородської республіки, Лівонського ордену, Речі Посполитої, Шведського королівства, Російської імперії, СРСР та Естонії, чим зумовлено різноманіття варіантів назв міста. У 1893 році місту повернено історичну назву Юр'їв (рос. Юрьев); після здобуття Естонією незалежності в 1918 р. воно отримує сучасну назву, що зберігалася і в радянський період.

## Демографія
Згідно з даними Євростату, населення Тарту складається з таких етнічних груп (дані 2006 року):
| Національність | %      |
| -------------- | ------ |
| Естонці        | 80,2 % |
| Росіяни        | 15,7 % |
| Українці       | 1,2 %  |
| Фіни           | 1,1 %  |
| Інші           | 1,8 %  |

Наступна таблиця відображає зміну кількості населення Тарту. Дані взяті з офіційних переписів населення, починаючи з 1881 року та міністерства статистика Естонії:
| Рік  | Населення |
| ---- | --------- |
| 1881 | 29,974    |
| 1897 | 42,308    |
| 1922 | 50,342    |
| 1934 | 58,876    |
| 1959 | 74,263    |
| 1970 | 90,459    |
| 1979 | 104,381   |
| 1989 | 113,320   |
| 1995 | 104,874   |
| 2000 | 101,241   |
| 2005 | 101,483   |
| 2006 | 101,740   |
| 2007 | 101,965   |

## Культура і мистецтво

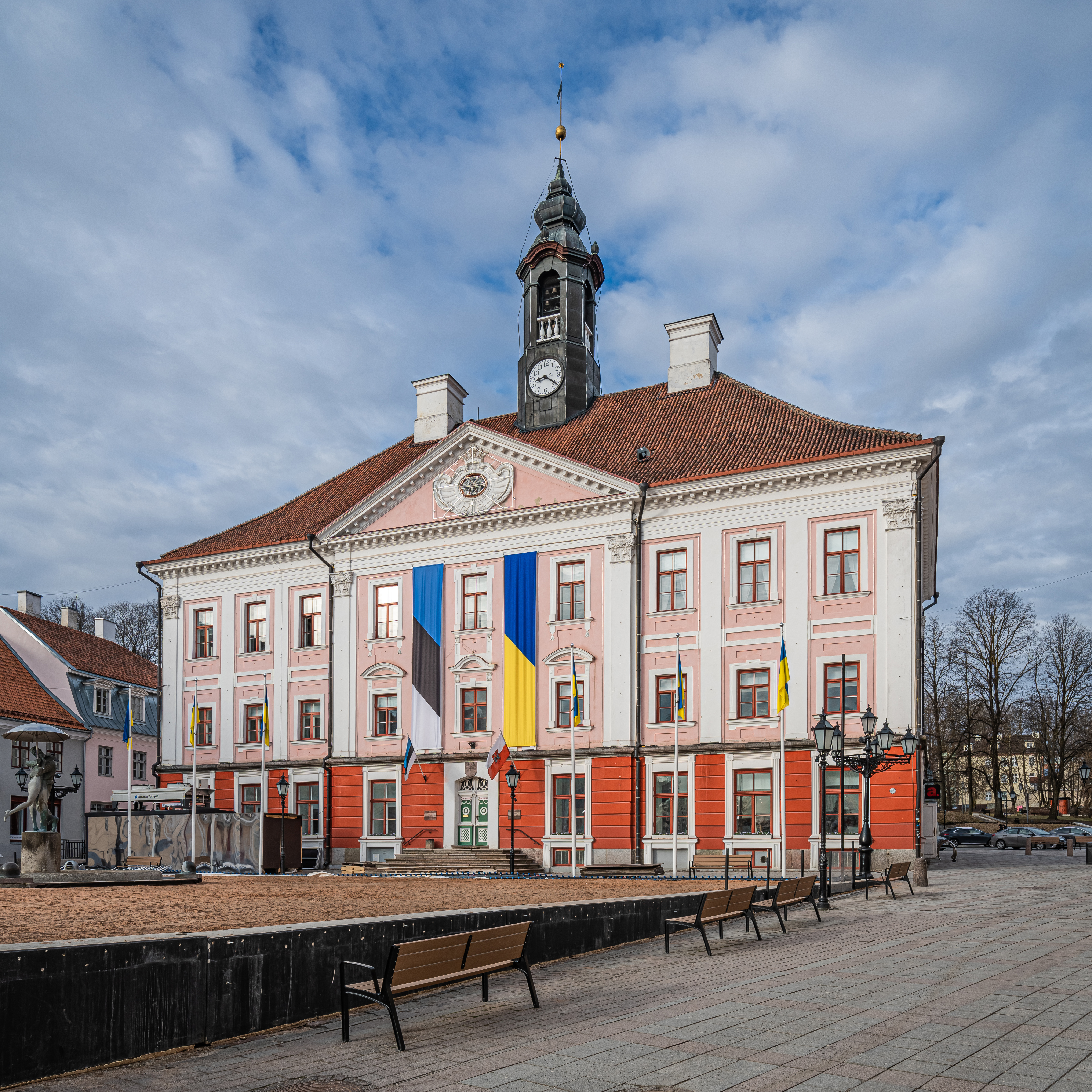
Ратуша Тарту

### Театр
- Музично-драматичний театр «Ванемуйне» (ест. Vanemuine), заснований у 1870.

### Музеї
- Естонський національний музей (заснований у 1909, в 1940–1988 роках — етнографічний музей Естонії) — одне з найзначніших сховищ предметів матеріальної культури естонського народу;
- Тартуський міський музей;
- Тартуський художній музей;
- Музей Підземелля КДБ;
- Естонський літературний музей (колишня назва — Літературний музей ім Ф. Р. Крейцвальда);
- Будинок-музей письменника Оскара Лутса;
- Естонський спортивний музей;
- Музей пошти;
- Тартуський музей іграшок;
- Тартуський музей «До Пушкіна з Дерпта»;
- Тартуський музей співочого свята.

### Музеї Тартуського університету
- Історичний музей Тартуського університету;
- Художній музей Тартуського університету;
- Зоологічний музей Тартуського університету;
- Геологічний Музей Тартуського Університету.

### Бібліотеки
- Бібліотека Тартуського університету

## Руський слід
Повість врем'яних літ пише про похід київського князя Ярослава Мудрого 1030 року: «В тому ж році пішов Ярослав на чудь, і переміг їх, і поставив город Юр'їв». Ярослав Мудрий назвав городище Юр'їв згідно зі своїм християнським ім'ям. Це була перша згадка про Тарту у писемних джерелах.
У середині ХІХ ст. в Дерптському університеті навчався, а згодом працював Бунге Олександр Андрійович, ботанік, уродженець Києва.

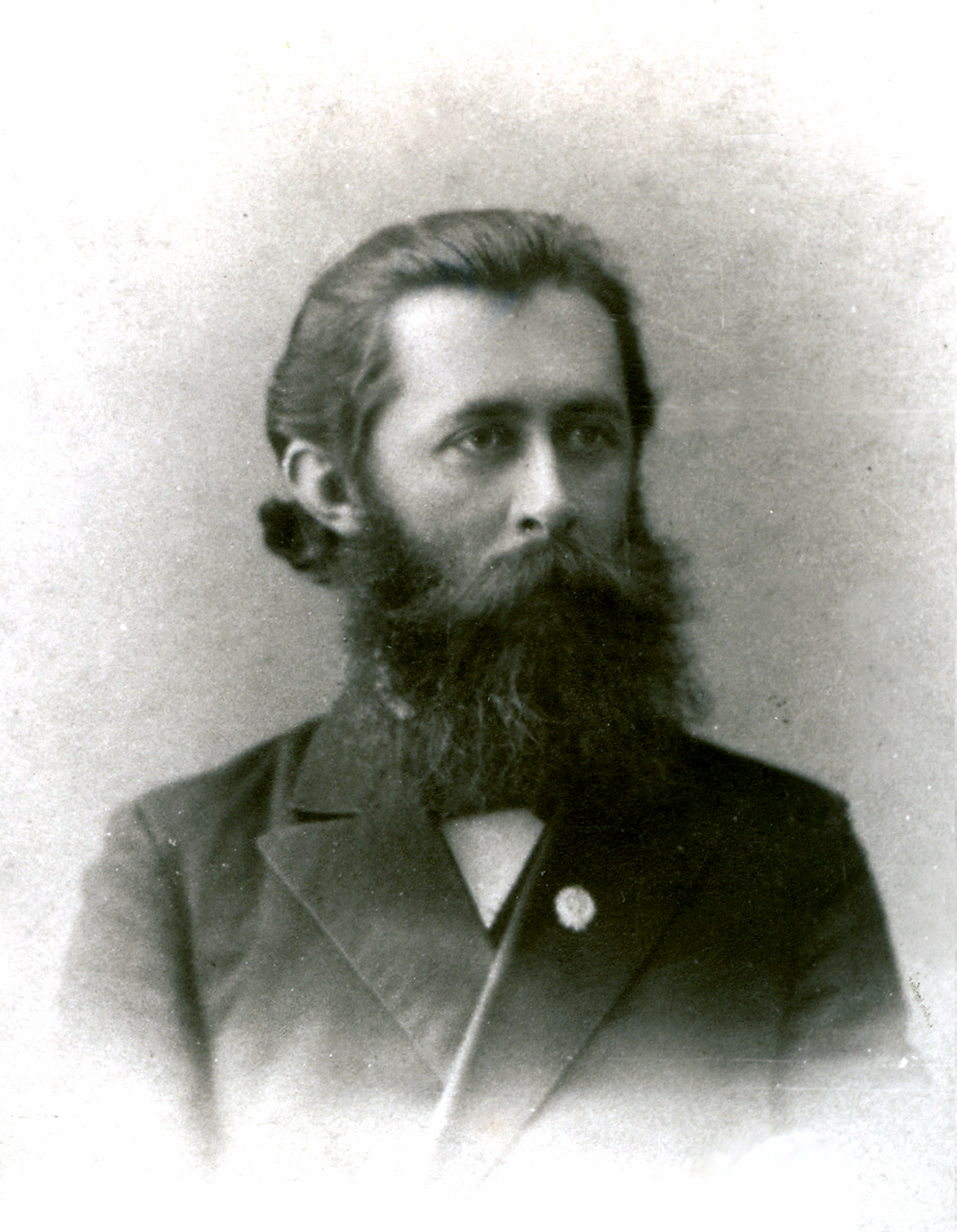
Михайло Косач, 1903 р.

Михайло Косач, старший брат Лесі Українки, більш як 10 років мешкав у Тарту — вчився, здобував освіту, працював. З 1891 року Михайло Косач вже навчався у Дерптському університеті. Водночас захоплювався літературою, опублікував у галицьких часописах новели під псевдонімом Михайло Обачний, а також фотографією та етнографією.
1894 р. Михайло успішно закінчив у Дерптському університеті математичне відділення, перевівся на фізичне і незабаром завершив освіту. Ще студентом працював асистентом фізичного кабінету, де готував і проводив досліди під керівництвом професора Б. Б. Голіцина, відомого вченого, згодом академіка, основоположника сейсмології як точної науки, винахідника сейсмографа, першого президента Міжнародної сейсмічної асоціації.
Навесні 1895 р. захистив дисертацію з фізики на тему «Актиноелектричні явища». Викладав фізику та математику в Тартуській жіночій гімназії. Мав низку технічних винаходів, брав участь у роботі української громади в Тарту.
Він вступив до Товариства Природознавців, на засіданні якого виголосив доповіді «Заломлення світла на межі двох одновісних кристалів» та «Спрощена форма машини Атвуда». Університетські колеги відзначали його високу лекторську майстерність.
Університет для ознайомлення з газовими двигунами відрядив на кілька днів М. Косача до Кельна.

Працюючи асистентом професора О.І.Садовського брав безпосередню участь (був співавтором) в дослідах із виявлення механічної обертової дії світла на кристалічну пластинку. У передмові до своєї статті професор Садовський зазначає:
|  | У підсумку я дозволю собі подякувати асистентові кафедри фізики в Юріївському Університеті М. П. Косачу, який допомагав мені в усіх моїх експериментальних спробах виявити очікувані явища. Як зацікавлення наукою, так і зацікавлення питанням, яке я опрацьовував, змусили його затратити на цю допомогу значно більше часу, ніж це вимагалося його безпосередніми обов'язками. Фізична Лабораторія Юріївського університету. Жовтень, 1898. |

 Теоретичні розрахунки майже через 40 років (1935 р.) були підтверджені американським вченим Річардом Бетом (у виконанні цих дослідів його консультував А. Ейнштейн), і отримали назву ефект Садовського.
Повертаючись із Санкт-Петербурга в Україну наприкінці лютого 1900 року, Леся Українка відвідала Тарту, де мешкав її брат Михайло, що був приват-доцентом університету. Велике враження справила на поетесу багата університетська бібліотека. В книзі запису почесних гостей залишився автограф Лесі Українки. В бібліотеці зберігається і перше видання збірника віршів поетеси «Думи і мрії». Недовго гостювала Леся Українка у брата. Дні її перебування припали на Шевченківські дні. Українська «Громада» організувала традиційний вечір, який був присвячений великому пророку. На цьому вечорі поетеса прочитала кілька своїх віршів. У листі до матері з Дерпта вона згадує про «домашні» знімки маленької братової доньки Євці, яку Михайло фотографував сам.
У Дерпті Ольга Косач, молодша сестра Михайла та Лесі, була в кінці 1900-го — на початку 1901-го.
В пам'ять про відвідини естонської землі на фасаді тартуського будинку, де зупинялась Леся Українка, Посольство України в Естонській Республіці 25 лютого 2001 року відкрило меморіальну дошку.

## Відомі люди

### Народилися
Див. Категорія:Уродженці Тарту
- Бесєдіна-Невзорова Віра Павлівна (1894—1971) — радянська мовознавиця, славістка.
- Бодуен де Куртене Софія (1887—1967) — російська та польська художниця, представниця раннього російського авангарду.
- Леен Кульман (1920 -1943) — радянська розвідниця, Герой Радянського Союзу.
- Март Ніклус (* 1934) — естонський правозахисник та політик.
- Рудольф Рейман — офіцер Естонської армії під час війни за незалежність, начальник інтендантської служби.
- Владімір Ріївес (1916—1978) — естонський астроном.
- Тоомас Саві (* 1942)- естонський політик, лікар, член європейського парламенту.
- Руут Тармо (1896—1967) — естонський театральний та кіноактор.

### Проживали
- Ніна Аясмяе — ерзянська науковиця.
- Віктор Пускар — полковник Естонської армії під час війни за незалежність.

### Дерптські воєводи
- Микола Кішка

## Виноски
1. ↑  http://metaweb.stat.ee/get_classificator_file.htm?id=4412334&siteLanguage=et
2. ↑  Статистика населення Естонії [Архівовано 2013-07-07 у Wayback Machine.](ест.)
3. ↑  https://www.tartu.ee/et/partnerlinnad#Khuthaisi
4. ↑  https://www.tartu.ee/sites/default/files/uploads/Kontaktid%20ja%20linnajuhtimine/V%C3%A4lissuhted/Tartu-Kutaisi_memorandum_31_05_2017_signed.pdf
5. ↑  https://www.tartu.ee/et/partnerlinnad#Gaziantep
6. ↑  https://www.gaziantep.bel.tr/tr/kardes-sehirler/estonya-tartu
7. ↑  In the fifth century Estonians built the first fortress at Tarbatu — from which both
the modern Estonian name of Tartu and the Germanic name of Dorpat derive: Batten, Alan Henry (1988). Resolute and Undertaking Characters. Springer. ISBN 978-90-277-2652-0.
8. 1 2  Р. Пуллат, Э. Тарвел, «История города Тарту», Таллин, изд. «Ээсти раамат», 1980 г., стр.11
9. ↑  In the fifth century Estonians built the first fortress at Tarbatu — from which both the modern Estonian name of Tartu and the Germanic name of Dorpat derive: Batten, Alan Henry. Resolute and Undertaking Characters :  []. — Springer, 1988. — ISBN 978-90-277-2652-0.
10. ↑  Statistics Estonia: General Data for 1881, 1897, 1922, 1934, 1959, 1970, 1979, 1989 Censuses. Архів оригіналу за 7 липня 2013. Процитовано 3 квітня 2009. [Архівовано 2012-06-04 у Archive.is]
11. ↑  Statistics Estonia: Population by Gender, Age Group and County
12. ↑  Михайло Косач (Михайло Обачний). Твори. Київ: Видавничий дім «Комора». 2017. ‒ C. 564—566.
13. ↑  https://vsesvit.miok.lviv.ua/news/12